# Miguel Almazán
Miguel Ángel Almazán Quiroz (* 6. Mai 1982 in Mexiko-Stadt) ist ein ehemaliger mexikanischer Fußballspieler. 
Almazán erlernte das Fußballspielen bei Deportivo Toluca, für das er am 20. April 2002 gegen CD Cruz Azul in einem mexikanischen Erstligaspiel debütierte. Als Abwehrspieler der „roten Teufel“ kam er zunächst nur sporadisch zum Zuge, steuerte zum Gewinn der 2002er Meisterschaft in der Apertura nur drei Einsätze bei und war auch danach lange Jahre parallel in der zweiten Mannschaft Atlético Mexiquense aktiv. In einem jeweils dreijährigen Rhythmus (2005 und 2008) errang Toluca zwei weitere Apertura-Meisterschaften, zu denen Almazán als Ergänzungsspieler etwas größere Beiträge leistete mit acht respektive zwölf Partien.
Im Jahr 2010 wurde der Defensiv-Allrounder an den Club Tijuana verliehen. Mit dem neuen Klub gelang kurze Zeit nach seiner Ankunft der Aufstieg aus der zweitklassigen Liga de Ascenso, aber nach insgesamt 24 Einsätzen in Apertura 2011 und Clausura 2012 blieb er beim großen Erfolg der Klubs in der Apertura 2012, als erstmals die mexikanische Meisterschaft (im Finale gegen Toluca) gewonnen wurde, komplett außen vor. Zur Apertura 2013 kehrte er zu seinem Stammklub in Toluca zurück. Dort kam er nur noch selten zum Einsatz. Anfang 2016 wurde er für ein halbes Jahr an Celaya FC verliehen und beendete anschließend seine Laufbahn.